# La Joyeuse Divorcée
Pour plus de détails, voir Fiche technique et Distribution.
La Joyeuse Divorcée (titre original : The Gay Divorcee) est un film musical américain réalisé par Mark Sandrich, sorti en 1934.

## Synopsis
Mimi Glossop (Ginger Rogers) souhaite divorcer de son mari géologue qui ne vient jamais la voir sauf pour lui réclamer de l'argent. Bien sûr, l'individu en question refuse net cette perspective. Mimi contacte alors un vieux fiancé de sa tante, Egbert Fitzgerald, calamiteux avocat londonien. Egbert a une solution qui a déjà fait ses preuves : Mimi doit être surprise en état d'adultère ! Un certain Rudolfo Tonetti, professionnel de ce genre d'astuce, devra se présenter à l'hôtel de Brighton, pour y jouer sa  comédie . Mais un danseur américain, Guy Holden (Fred Astaire), fait aussi le déplacement, et Mimi le confond avec Tonetti ce qui la froisse car elle commençait à réagir au charme de Guy. Lorsque le vrai Tonetti surgit, le malentendu se dissipe et la soirée est tout en charme et danse. Au matin, le mari géologue arrive mais n'est pas dupe de Tonetti et refuse de divorcer de Mimi. Mais l'intervention d'un serveur (Eric Blore) permet de découvrir que ce vilain mari pratique lui-même l'adultère, le vrai cette fois. Mimi peut alors épouser Guy.

## Fiche technique
- Titre : La Joyeuse Divorcée
- Titre original : The Gay Divorcee
- Réalisation : Mark Sandrich
- Scénario : J. Hartley Manners, Dorothy Yost, Edward Kaufman, George Marion Jr., d'après la comédie musicale Gay Divorce (paroles et musique de Cole Porter), créée à Broadway en 1932
- Adaptation musicale : Kenneth S. Webb, Samuel Hoffenstein
- Musique additionnelle (non crédité) : Max Steiner
- Chorégraphe : Dave Gould et Hermes Pan
- Photographie : David Abel
- Montage : William Hamilton
- Direction artistique : Carroll Clark et Van Nest Polglase
- Costumes : Walter Plunkett
- Producteur : Pandro S. Berman
- Société de production : RKO Radio Pictures
- Société de distribution : RKO Pictures
- Budget : 520 000 $
- Pays de production :  États-Unis
- Langue : Anglais américain
- Format : Noir et Blanc - 1,37:1 - son Mono (RCA Victor System) - 35 mm
- Genre : Film musical, comédie romantique
- Durée : 107 minutes (1 h 47)
- Dates de sortie : 
  - États-Unis : 12 octobre 1934
  - France : 28 décembre 1934
- Affiche : Marcel Jeanne (France)

## Distribution
- Fred Astaire (VF : Adrien Lamy) : Guy Holden
- Ginger Rogers (VF : Lita Recio) : Mimi Glossop
- Alice Brady : Tante Hortense
- Edward Everett Horton : Egbert 'Pinky' Fitzgerald
- Erik Rhodes : Rodolfo Tonetti
- Eric Blore : Le serveur
- Lillian Miles : Chanteur, Continental Number
- Charles Coleman : Le valet de Guy
- William Austin : Cyril Glossop
- Betty Grable : Une cliente de l'hôtel

et parmi les acteurs non crédités
- Jimmy Aubrey : Figuration
- E. E. Clive : L'inspecteur des douanes
- George Davis : Le premier serveur français
- Paul Porcasi : Le maître d'hôtel français
- Larry Steers : Un patron de nightclub

## Chansons
- Night and Day

etc.